# Осборн, Стив
Стив Осборн (род. 1963, Лондон) — музыкальный продюсер. Работает с различными музыкантами и группами, такими как a-ha, Suede, Elbow, U2, Happy Mondays, Placebo, Gregory Porter, Doves, KT Tunstall, Vanessa Carlton, Simple Minds, New Order и другими.

## Карьера
В течение 1990-х Осборн был частью команды лейбла Perfecto Records, продюсировал и создавал ремиксы с Полом Окенфолдом.
Осборн работал с Cat's Eyes над признанном критиками альбомом, выпущенном в апреле 2011 года. На фестивале Soundedit 2012 года в Польше получил премию «Человек с золотым ухом».
В 2000 году в составе Perfecto Осборна заменил Энди Грей, который затем продолжил ремикс Моби «Natural Blues», U2 «Beautiful Day» и сочинял музыку для Big Brother UK с Окенфолдом под названием Elementfour.

## Работы Стива Осборна в хронологическом порядке
- 2018: Savoy— миксер — See The Beauty In Your Drab Hometown
- 2016: a-ha — продюсер и миксер — Objects in the Mirror (сингл)
- 2016: a-ha — продюсер и миксер — Cast in Steel (сингл)
- 2015: Young Guns — продюсер и миксер — Ones and Zeros
- 2014: Ванесса Карлтон — продюсер и миксер — Liberman
- 2014: Charlie Simpson — продюсер и миксер — Long Road Home
- 2014: Simple Minds — продюсер и миксер — Big Music
- 2012: Cat's Eyes — продюсер и миксер — Cat's Eyes (альбом
- 2012: Captain — Mixer — Forthcoming Album
- 2012: Invaders — продюсер и миксер — «Hummingbird»
- 2012: Мортен Харкет — продюсер и миксер — Out Of My Hands
- 2012: Charlie Simpson — продюсер и миксер — «Farmer & His Gun» (cингл)
- 2012: Glint — продюсер и миксер — Forthcoming Album
- 2012: Law Abiding Citizens — Producer — Forthcoming
- 2012: Toddla T — Mixer
- 2012: Imelda May — Mixer — Forthcoming
- 2012: Evil Alien — Mixer — Forthcoming
- 2012: Urusen — продюсер и миксер — This Is Where We Meet
- 2012: Morten Harket — продюсер и миксер — Out Of My Hands
- 2011: Ванесса Карлтон — продюсер и миксер — Rabbits on the Run
- 2010: Cat’s Eyes — продюсер и миксер — Cat's Eyes
- 2010: a-ha — продюсер и миксер Butterfly, Butterfly (The Last Hurrah) (сингл)
- 2009: a-ha — продюсер и миксер Foot of the Mountain (альбом), Nothing Is Keeping You Here (сингл)
- 2009: a-ha — продюсер и миксер — «Nothing Is Keeping You Here» (сингл)
- 2008: Starsailor продюсер и миксер All the Plans (альбом)
- 2008: The Twang продюсер и миксер Ice Cream Sunday (сингл)
- 2008: The B-52's продюсер и миксер Funplex (альбом)
- 2007: KT Tunstall Producer Drastic Fantastic (альбом)
- 2006: KT Tunstall продюсер и миксер KT Tunstall's Acoustic Extravaganza (альбом)
- 2006: Grace продюсер и миксер Debut (альбом)
- 2006: The Fratellis Mixer Costello Music (альбом)
- 2006: Young Love Producer To Young To Fight It (альбом)
- 2006: Grace продюсер и миксер Debut (альбом)
- 2006: Brookville Producer Life In The Shade (альбом)
- 2006: Clearlake продюсер и миксер Amber (альбом)
- 2005: Thrice продюсер и миксер Vheissu (альбом)
- 2005: Ivy продюсер и миксер In The Clear (альбом)
- 2005: The Departure продюсер и миксер Dirty Words (альбом)
- 2005: Colour Of Fire продюсер и миксер Pearl Necklace (альбом)
- 2005: Syntax продюсер и миксер Meccano Mind (альбом)
- 2004: KT Tunstall продюсер и миксер Eye to the Telescope (альбом)
- 2004: Chikinki продюсер и миксер Lick Your Ticket (альбом)
- 2004: Longview продюсер и миксер Nowhere, Sleep, Still (сингл)
- 2004: Magnet продюсер и миксер Chasing Dreams E.P.
- 2005: Aqualung Remixer Strange and Beautiful (сингл)
- 2003: The Leaves Add Prod & Mixer Breathe (сингл)
- 2003: Lamb Producer Between Darkness and Wonder (сингл)
- 2003: Peter Gabriel Add Prod & Mixer Growing Up
- 2003: Peter Gabriel Remixer The Tower
- 2002: Doves продюсер и миксер The Last Broadcast (альбом)
- 2001: New Order продюсер и миксер Get Ready (альбом)
- 2001: Sophie Ellis-Bextor продюсер и миксер Music Gets the Best of Me (сингл)
- 2000: Doves продюсер и миксер Lost Souls (альбом)
- 2000: Elbow продюсер и миксер Asleep in the Back (альбом)
- 2000: Starsailor продюсер и миксер Love Is Here (альбом)
- 1999: Suede продюсер и миксер Head Music (альбом)
- 1999: Suede продюсер и миксер Electricity (сингл)
- 1999: Suede продюсер и миксер She's in Fashion (сингл)
- 1998: Placebo продюсер и миксер Without You I'm Nothing (альбом)
- 1997: Curve продюсер и миксер Chinese Burn &: Coming Up Roses
- 1996: Lush продюсер и миксер Lovelife (альбом)
- 1990: The Happy Mondays продюсер и миксер Pills 'n' Thrills and Bellyaches (альбом)
- 1990: Deacon Blue продюсер и миксер Whatever You Say, Say Nothing (альбом)